# 2. deild Wysp Owczych (2001)
W roku 2001 odbyła się 58. edycja 2. deild Wysp Owczych – drugiej ligi piłki nożnej Wysp Owczych. W rozgrywkach brało udział 10 klubów z całego archipelagu. Klub z pierwszego miejsca awansował do 1. deild, a w tym sezonie był to TB Tvøroyri. Kolejny klub uzyskał prawo do gry w barażach, które Skála ÍF wygrała z B71 Sandoy i awansowała do pierwszej ligi. Drużyna z ostatniego miejsca (GÍ II Gøta) automatycznie spadała do ligi trzeciej, zaś przedostatnia rozgrywała baraż, który KÍ II Klaksvík wygrał z klubem Royn Hvalba i pozostał w drugiej lidze.

## Uczestnicy
| Uczestnicy 2. deild Wysp Owczych 2000                                                                         | Uczestnicy 2. deild Wysp Owczych 2000 | Uczestnicy 2. deild Wysp Owczych 2000 | Uczestnicy 2. deild Wysp Owczych 2000 |
| --- | ------------------------------------- | ------------------------------------- | ------------------------------------- |
| ÍF | ÍF Fuglafjørður                       | 2                                     |                                       |
| TB | TB Tvøroyri                           | 3                                     |                                       |
| B36II | B36 II Tórshavn                       | 4                                     |                                       |
| KÍII | KÍ II Klaksvík                        | 5                                     |                                       |
| NSÍII | NSÍ II Runavík                        | 6                                     |                                       |
| GÍ II | GÍ II Gøta                            | 7                                     |                                       |
| HBII | HB II Tórshavn                        | 8                                     |                                       |
| LÍF | LÍF Leirvík                           | 9                                     |                                       |
| Spadek z 1. deild Wysp Owczych 2000                                                                           |                                       |                                       |                                       |
| SÍS | SÍ Sumba                              | 10                                    |                                       |
| Awans z 3. deild Wysp Owczych 2000                                                                            |                                       |                                       |                                       |
| SKÁ | Skála ÍF                              | 1                                     |                                       |
| Oznaczenia: - kolumna pierwsza – skróty nazw drużyn, - kolumna trzecia – miejsce zajęte w poprzednim sezonie. |                                       |                                       |                                       |

## Tabela ligowa
| Lp. | Drużyna             | M  | Z  | R | P  | Bramki | Bramki | Różn. | Pkt | Uwagi              |
| --- | ------------------- | -- | -- | - | -- | ------ | ------ | ----- | --- | ------------------ |
| 1   | TB Tvøroyri (M) (A) | 18 | 10 | 4 | 4  | 47     | 31     | +16   | 34  | Awans do 1. deild  |
| 2   | Skála ÍF (A)        | 18 | 9  | 6 | 3  | 35     | 19     | +16   | 33  | Baraże o 1. deild  |
| 3   | ÍF Fuglafjørður     | 18 | 10 | 2 | 6  | 53     | 28     | +25   | 32  |                    |
| 4   | B36 II Tórshavn     | 18 | 9  | 2 | 7  | 38     | 39     | −1    | 29  |                    |
| 5   | SÍ Sumba            | 18 | 7  | 4 | 7  | 36     | 35     | +1    | 25  |                    |
| 6   | NSÍ II Runavík      | 18 | 8  | 1 | 9  | 34     | 41     | −7    | 25  |                    |
| 7   | HB II Tórshavn      | 18 | 7  | 3 | 8  | 36     | 38     | −2    | 24  |                    |
| 8   | LÍF Leirvík         | 18 | 6  | 4 | 8  | 34     | 40     | −6    | 22  |                    |
| 9   | KÍ II Klaksvík      | 18 | 4  | 4 | 10 | 25     | 41     | −16   | 16  | Baraże o 2. deild  |
| 10  | GÍ II Gøta (S)      | 18 | 3  | 4 | 11 | 27     | 53     | −26   | 13  | Spadek do 3. deild |

### Baraże o 2. deild
| Drużyna 1                            | Wynik dwumeczu | Drużyna 2      | Pierwszy mecz | Drugi mecz |
| ------------------------------------ | -------------- | -------------- | ------------- | ---------- |
| Royn Hvalba                          | 1-4            | KÍ II Klaksvík | 1:1           | 0:3        |
| Po lewej gospodarz pierwszego meczu. |                |                |               |            |

| 29 września 2001 | Royn Hvalba         | 1:1   | KÍ II Klaksvík         |                                                      |
|                  | Gullok Svalbard 44' | (1:0) | 85' Kristian Andreasen | á Skørðunum, Hvalba Sędzia: Frits Poulsen (SÍ Sumba) |
|                  | 89' Karstin Joensen | (1:0) |                        | á Skørðunum, Hvalba Sędzia: Frits Poulsen (SÍ Sumba) |

| 6 października 2001      | KÍ II Klaksvík                                              | 3:0   | Royn Hvalba |                                                         |
|                          | Erling Fles 51' · Olgar Danielsen 78' · Eyðun Klakstein 86' | (0:0) |             | Djúpumýra, Klaksvík Sędzia: Dagfinn Forná (NSÍ Runavík) |
| Poul Juul Wilhelmsen 58' | 2' Poul Poulsen · 59' Eyðstein Jacobsen                     | (0:0) |             | Djúpumýra, Klaksvík Sędzia: Dagfinn Forná (NSÍ Runavík) |

KÍ II Klaksvík w wyniku meczów barażowych pozostał w drugiej lidze.